# Cyrtarachne bufo
Cyrtarachne bufo är en spindelart som först beskrevs av Friedrich Wilhelm Bösenberg och Embrik Strand 1906.  Cyrtarachne bufo ingår i släktet Cyrtarachne och familjen hjulspindlar. Inga underarter finns listade i Catalogue of Life.